# Albania

Albania na mapie Europy

Albania, Republika Albanii (alb. Shqipëria, Republika e Shqipërise) – państwo w południowo-wschodniej Europie na Bałkanach. Albania na zachodzie ma dostęp do Morza Adriatyckiego, a na południowym zachodzie do Morza Jońskiego. Stolicą kraju jest Tirana, jest to również finansowe centrum kraju.
Od Włoch oddziela ją cieśnina Otranto o szerokości ok. 72 km. Łączna długość granic lądowych wynosi 720 km, natomiast wybrzeża morskiego – 362 km. Graniczy z: Grecją (282 km), Czarnogórą (173 km), Macedonią Północną (151 km) oraz Serbią/Kosowem (114 km).
Jest członkiem ONZ, NATO, OBWE, Rady Europy, WTO oraz jednym z założycieli Unii na rzecz Regionu Morza Śródziemnego. Od 2014 roku Albania ma status kandydata do Unii Europejskiej.
Albania ma system parlamentarny. Reformy wolnego rynku otworzyły kraj na inwestycje zagraniczne, zwłaszcza w rozwój energetyki i infrastruktury transportowej.

## Etymologia nazwy
Albania jest nazwą kraju zaczerpniętą ze źródeł grecko-rzymskich. Rdzeń alb został zaczerpnięty z języków ilirskich i oznacza kolor biały. Historia Świata Polibiusza, pochodząca z II w. p.n.e., wspomina o plemieniu żyjącym na terenie dzisiejszej Albanii, którego członkowie byli nazywani Albanoí i Arbanitai.
Przez mieszkańców ich kraj jest nazywany Shqipëri (Shqipëria). Albańska nazwa Shqipëria pochodzi od słowa Shqipoj oznaczającego mówić otwarcie, krótko i jasno. Nazwy w innych językach: tur. Arnavutluk, gr. Αλβανία (Alvanía), łac. Illyricum (nazwa większego obszaru).

## Geografia
Albania jest w 75% krajem górzystym. Niewielki procent kraju zajmują niziny położone nad Morzem Adriatyckim oraz doliny większych rzek takich jak: Drin (285 km), Wjosa (272 km) i Seman z Devoll (281 km). Pozostała część kraju to wyżyny oraz góry w paśmie Gór Dynarskich dzielące się na: Góry Północnoalbańskie, Góry Skanderbega, Mal Valamarës. Na granicach znajdują się 3 duże jeziora: Szkoderskie (368 km²), Ochrydzkie (347 km²) oraz Prespa (288 km²). Najdalej wysunięty na zachód przylądek to Kepi i Gjuhëzës.

## Historia

### Od starożytności do I wojny światowej

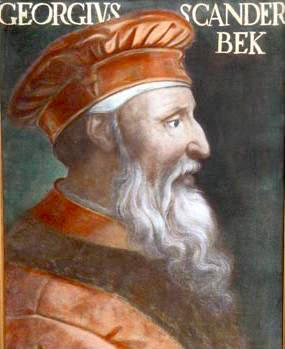
Skanderbeg – bohater narodowy Albanii

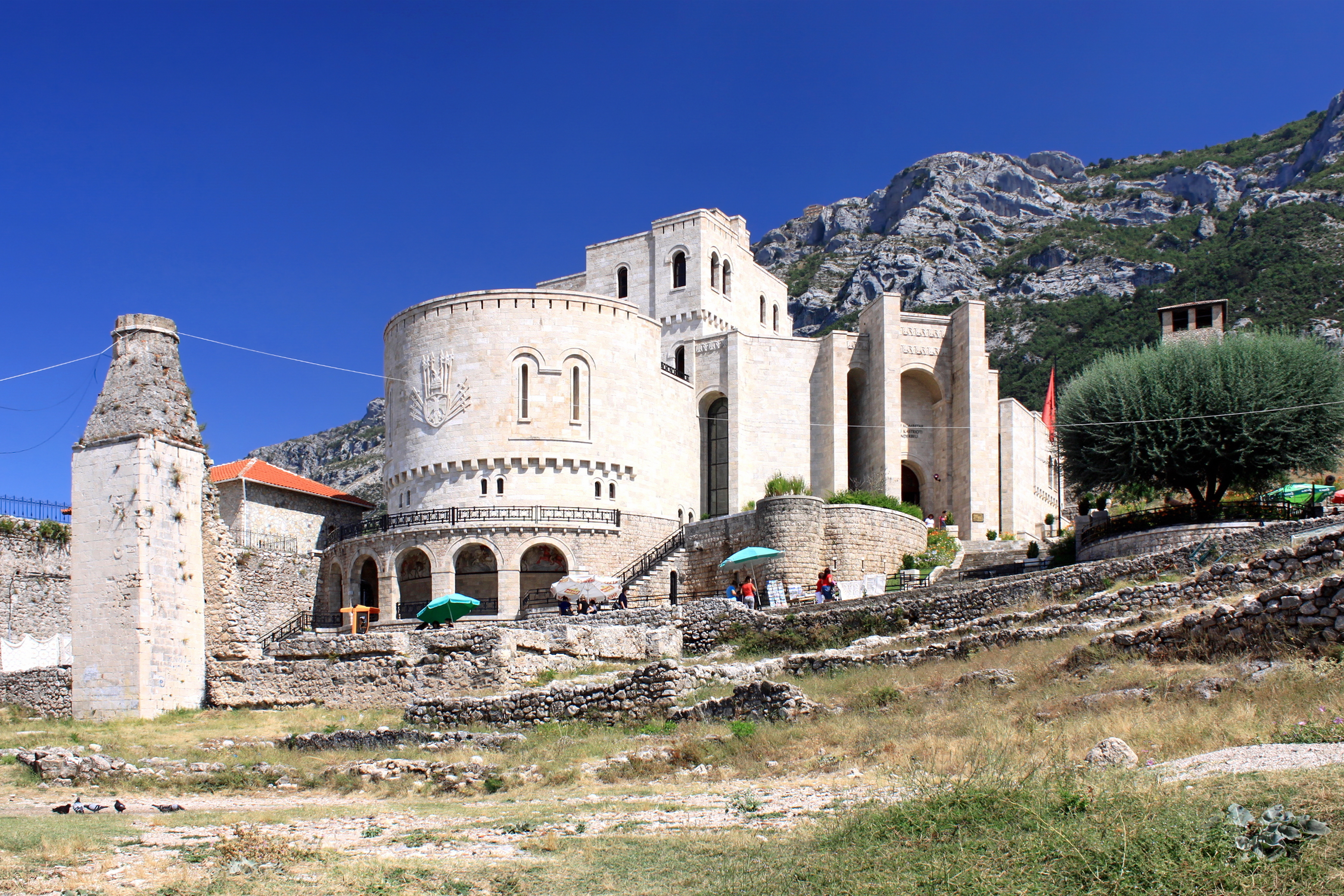
Kruja – pałac, obecnie Muzeum Skanderbega

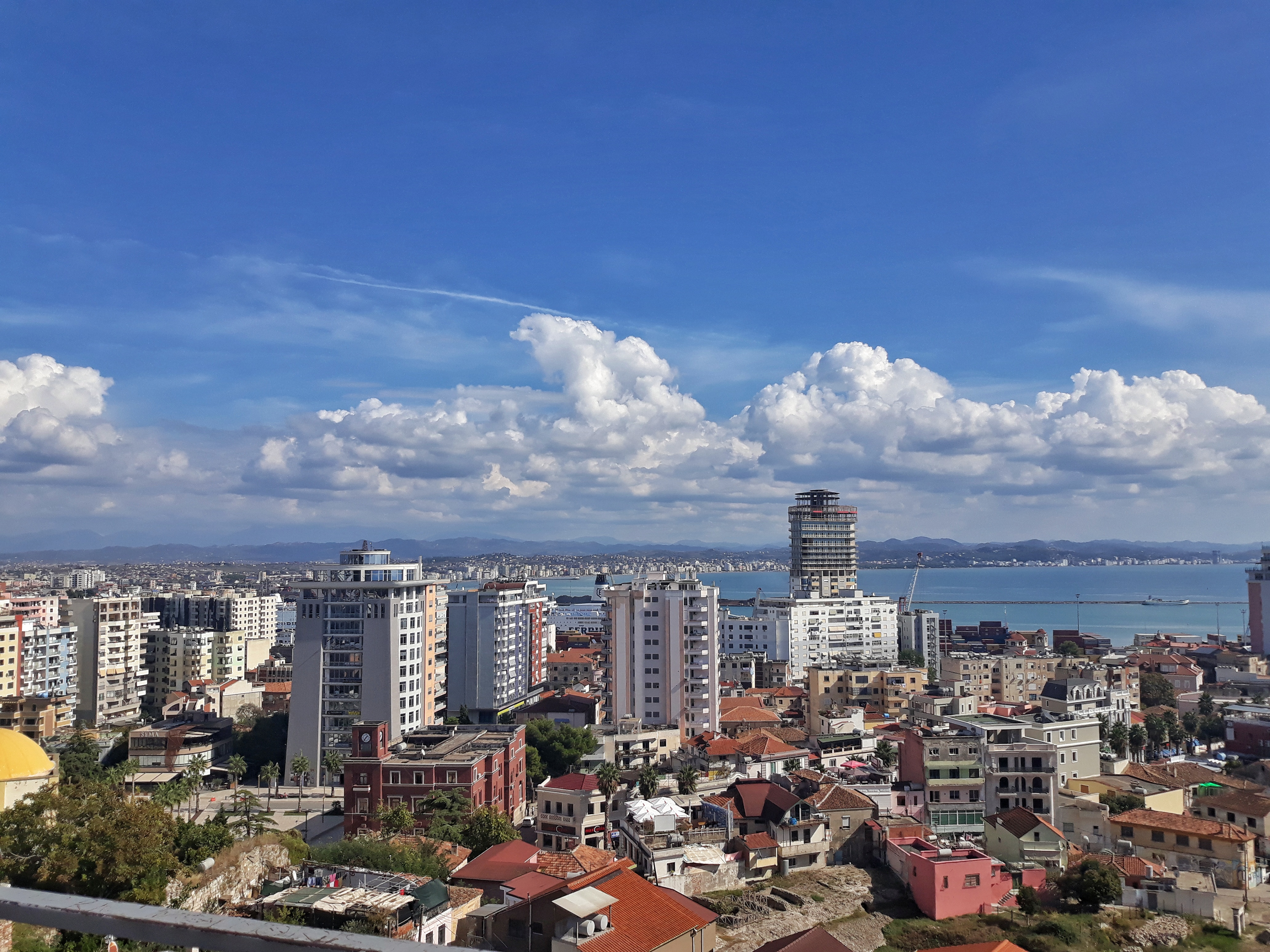
Panorama Durrësu

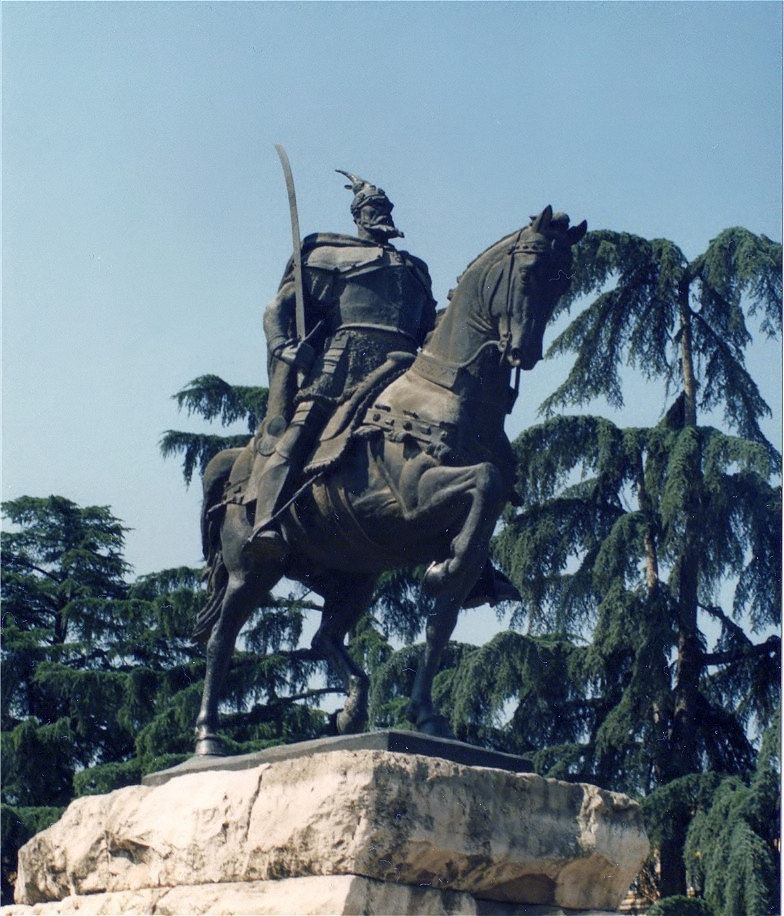
Tirana – pomnik Skanderbega

W starożytności Albania wchodziła w skład Ilirii zamieszkiwanej przez lud indoeuropejski Ilirów, którzy wymieszali się później z Trakami i Słowianami. W 168 roku p.n.e. kraj został uzależniony od Rzymian, a od końca IV wieku wszedł w skład Cesarstwa Bizantyńskiego. Na przełomie VI i VII wieku napłynęły tu plemiona słowiańskie. W okresie IX–XI wieku tereny Albanii wchodziły w skład carstwa Bułgarii. Pierwsze państwo albańskie powstało w XII wieku, w XIV wieku zostało podbite przez Serbów. Około 1435 Turcy zajęli Albanię. Wyzwoliła się ona czasowo po powstaniu zainicjowanym przez Skanderbega. Pod koniec XV wieku Turcy znów zajęli kraj, wówczas to podupadł on pod względem cywilizacyjnym. Feudałowie powoli i systematycznie przechodzili na islam, zachowując swe majątki i uprawnienia. Często piastowali wysokie funkcje w państwie tureckim (np. Ali Pasza z Tepeleny, Muhammad Ali).
W XIX wieku wzmógł się ruch niepodległościowy na rzecz wyzwolenia Albanii, zwany Rilindja. W 1912 roku Kongres Narodowy we Wlorze ogłosił deklarację niepodległości. W 1913 po konferencji londyńskiej nie powiodły się plany rozdzielenia jej między Serbię i Grecję. Do czasu wybuchu II wojny światowej Albania była kolejno księstwem, republiką i królestwem.
Po uzyskaniu niepodległości przez Albanię, przy aprobacie państw Europy Zachodniej, rozpoczęto poszukiwania arystokraty zdolnego objąć albański tron. Okazało się jednak, że brakuje osób chętnych na przyjęcie tego tytułu. Królowa rumuńska Elżbieta zaproponowała, aby poszukiwania rozpocząć od znalezienia księżnej Albanii, która następnie zawarłaby związek małżeński. Rumuńską protegowaną do tego celu stała się Zofia Schönburg-Waldenburg, którą królowa Elżbieta poznała z niemieckim arystokratą Wilhelmem zu Wied. Ich ślub odbył się 30 listopada 1906 roku. Wilhelm i Zofia zostali pierwszą parą monarszą Albanii. Niemiec przybył do Albanii w 1914 roku, lecz już po kilku miesiącach opuścił kraj wobec niekończących się buntów na prowincji, podsycanych przez Grecję i Włochy.

### Okres wojen światowych
Podczas I wojny światowej Albania była okupowana przez Serbów, a potem podążających za nimi Austriaków. Okupacja przyniosła także pozytywne skutki – m.in. wybudowano pierwsze trwałe drogi (głównie przez Austriaków). Pod koniec wojny wkroczyli Włosi, chcący włączyć kraj w swoją strefę wpływów, ale ponieśli porażkę w walkach z albańskimi powstańcami.
Konferencja z 1920 zatwierdziła niepodległość Albanii (ujął się za nią Woodrow Wilson). Zdetronizowano Wilhelma zu Wieda (nie ogłosił abdykacji) i proklamowano republikę. W 1928 konserwatywny premier Ahmed Zogu koronował się na króla, wiążąc kraj politycznie i militarnie, a nade wszystko gospodarczo z Włochami Benita Mussoliniego. Włochy zajęły Albanię w kwietniu 1939 roku, łamiąc swe zobowiązania międzynarodowe i obalając króla. 16 kwietnia 1939 roku król Włoch, Wiktor Emanuel III, został ogłoszony królem Albanii. Po 1941 roku do protektoratu albańskiego przyłączone zostało Kosowo. Premierem rządu kolaboracyjnego Albanii został Mustafa Merlika.
Lata 1943–1944 to okupacja niemiecka, działała wtedy silna partyzantka zdominowana przez komunistów. 16 października 1942 roku powołano Front Wyzwolenia Narodowego, skupiający siły antyfaszystowskie niezależnie od ideologii lub klasy. Skrzydłem militarnym Frontu Wyzwolenia Narodowego stała się Armia Narodowo-Wyzwoleńcza, będąca najsilniejszą siłą polityczną i wojskową kraju. Partyzanci w połowie 1944 roku kontrolowali 75% terytorium kraju. Dowódcą armii został przedwojenny oficer Spiro Moisiu, a niekwestionowanym przywódcą ruchu oporu – Enver Hoxha. Armia Wyzwolenia Narodowego dysponowała własnymi batalionami i brygadami oraz otrzymywała wsparcie od brytyjskiego wywiadu Secret Intelligence Service.
W sierpniu 1943 roku partia komunistyczna zawiązała porozumienie z nacjonalistyczną organizacją Balli Kombëtar (Front Narodowy), w jego wyniku partia zgodziła się m.in. na zjednoczenie się z każdą grupą, która kiedyś współpracowała z faszystami, jednak zakończyła te kontakty i wyraziła gotowość do walki z okupantem. Jedynym warunkiem było to, by grupy te nie były odpowiedzialne za żadne zbrodnie. Po tym, gdy na skutek nacisków ze strony Jugosłowian komuniści zgodzili się odrzucić projekt Wielkiej Albanii, Balli Kombëtar obróciła się przeciwko dotychczasowym sprzymierzeńcom. Balli Kombëtar znalazła się w trudnej sytuacji ze względu na brak poparcia społecznego. Po tym, gdy Balli Kombëtar uznała komunistów za główne zagrożenie, rozpoczęła kolaborację z niemcami, tym samym organizacja straciła autorytet wśród tych, którzy walczyli z okupantem. Dzięki podjęciu kolaboracji przez konkurencyjną organizację komuniści znaleźli się w centrum uwagi i ostatecznie stali się centralnym punktem walki o wyzwolenie.
28 listopada 1944 roku Albania ogłoszona została republiką ludową, władzę przejęła komunistyczna Albańska Partia Pracy kierowana przez Hoxhę. Rola ZSRR w wyzwoleniu kraju była znikoma, dzięki temu Albania stała się jedynym krajem, którego niezależność po II wojnie światowej nie była zagrożona przez żadne z mocarstw. Dzięki sprzeciwowi rządu albańskiego nie powiodły się plany Tito stworzenia Wielkiej Jugosławii (z Albanią i Bułgarią jako kolejnymi członami federacji).

### Okres powojenny

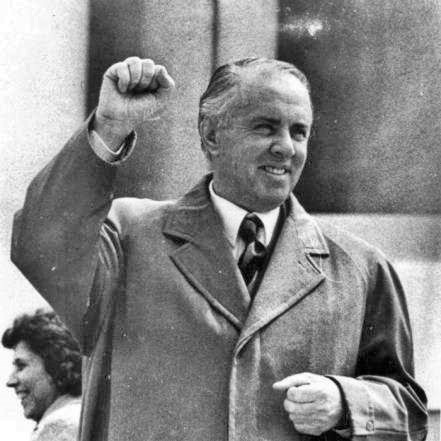
Enver Hoxha, przywódca Albanii w latach 1944–1985

Uprzednio koalicyjny rząd zdominowany przez partię komunistyczną przeorganizował się w sierpniu 1945 roku we Front Wyzwolenia Narodowego. Wybory w Albanii odbyły się 2 grudnia i, jak poinformował rząd, 93% obywateli głosowało na przedstawicieli FWN. W 1946 roku powstała Ludowa Republika Albanii. W tym samym roku doszło do incydentu w cieśninie Korfu wywołanego uszkodzeniem brytyjskich okrętów na postawionych przez Albanię minach. Po wojnie kraj był członkiem ONZ, Układu Warszawskiego i RWPG. Gdy w 1948 doszło do rozłamu w bloku wschodnim, opowiedział się za Związkiem Radzieckim. Rząd Hoxhy podjął się szeregu reform w socjalistycznym stylu, w sierpniu 1945 roku przeprowadzono konfiskatę gospodarstw rolnych i połączenie ich w spółdzielnie produkcyjne (kooperatywy), co miało pozwolić na osiągnięcie samowystarczalności żywnościowej. Ziemie właścicieli ziemskich i panów feudalnych (bejowie), do których należało 52% wszystkich gruntów dystrybuowano między chłopów, po wejściu ustawy procent ziemi należących do ziemian wynosił 16%. Rząd Hodży wielką wagę przykładał do elektryfikacji i industrializacji. Analfabetyzm, który w 1939 roku na obszarach wiejskich wynosił 90–95%, spadł w 1950 roku do 30%, a w 1985 roku był już równy krajom Zachodu.
Od śmierci Józefa Stalina narastał konflikt między Albańską Partią Pracy a Komunistyczną Partią Związku Radzieckiego. Spór przybrał na sile po referacie Nikity Chruszczowa w 1956 roku. Albania na skutek pogorszenia relacji z blokiem wschodnim skłaniała się ku współpracy z Chinami, które znacznie zwiększyły pomoc gospodarczą. Członków rządzącej partii, którzy opowiedzieli się za dalszym członkostwem w bloku wschodnim, wydalono z partii lub osadzono w więzieniach. Wycofanie się Albanii z prac bloku wschodniego poskutkowało tym, że ZSRR przestał udzielać Albanii wsparcia gospodarczego. W grudniu 1961 Albania zerwała stosunki dyplomatyczne z ZSRR, a w 1962 roku zaprzestała prac w składzie Układu Warszawskiego, z którego wystąpiła we wrześniu 1968 roku. W 1967 władze zakazały wszelkich praktyk religijnych.
W 1968 Albania skrytykowała interwencję Układu Warszawskiego w Czechosłowacji. W latach 70. XX wieku Albania dążyła do autarkii, nie przyniosło to jednak powodzenia. W 1976 nazwę kraju zmieniono na Ludowa Socjalistyczna Republika Albanii. Pod koniec lat 70., po śmierci Mao Zedonga, nastąpił rozłam chińsko-albański, co sprawiło, że Albania pogrążyła się w izolacji międzynarodowej.
W 1985 roku zmarł Enver Hoxha, a władzę w Albanii przejął Ramiz Alia, uznawany za członka liberalnej frakcji wewnątrz Partii Pracy. Dwa lata później w kraju rozpoczął się kryzys gospodarczy, pogarszał się albański bilans handlowy, pojawiły się trudności z zaopatrzeniem w podstawowe produkty. Albania była – według oceny Amnesty International – jednym z najbardziej represyjnych względem społeczeństwa państw świata. W tym samym okresie władze albańskie rozpoczęły liberalizację ustrojową. W 1987 poprawiły się stosunki Albanii z Niemcami Zachodnimi oraz z Grecją, w 1988 – z Włochami. W 1989 albańska prasa relacjonowała przemiany w Europie Środkowo-Wschodniej. W 1991 u władzy w wyniku pierwszych w historii demokratycznych wyborów pozostali tam początkowo komuniści, którzy zdobyli 67% głosów. Jednocześnie nowy rząd komunistów rozpoczął szereg zmian wolnorynkowych i liberalizujących system – majątek należący do państwowych gospodarstw rolnych został rozdzielony między chłopów. 29 kwietnia 1991 parlament albański zmienił nazwę kraju na Republika Albańska, pierwszym prezydentem ogłosił Alię, jak również zmienił konstytucję Albanii, wprowadzając podział władzy i poszerzając zakres swobód obywatelskich. 30 września 1991 przegłosowano ustawę, na mocy której z więzień zwolnieni zostali więźniowie polityczni, z wyjątkiem tych, którzy dopuścili się aktów terroru z ofiarami śmiertelnymi.

### Współczesna Albania

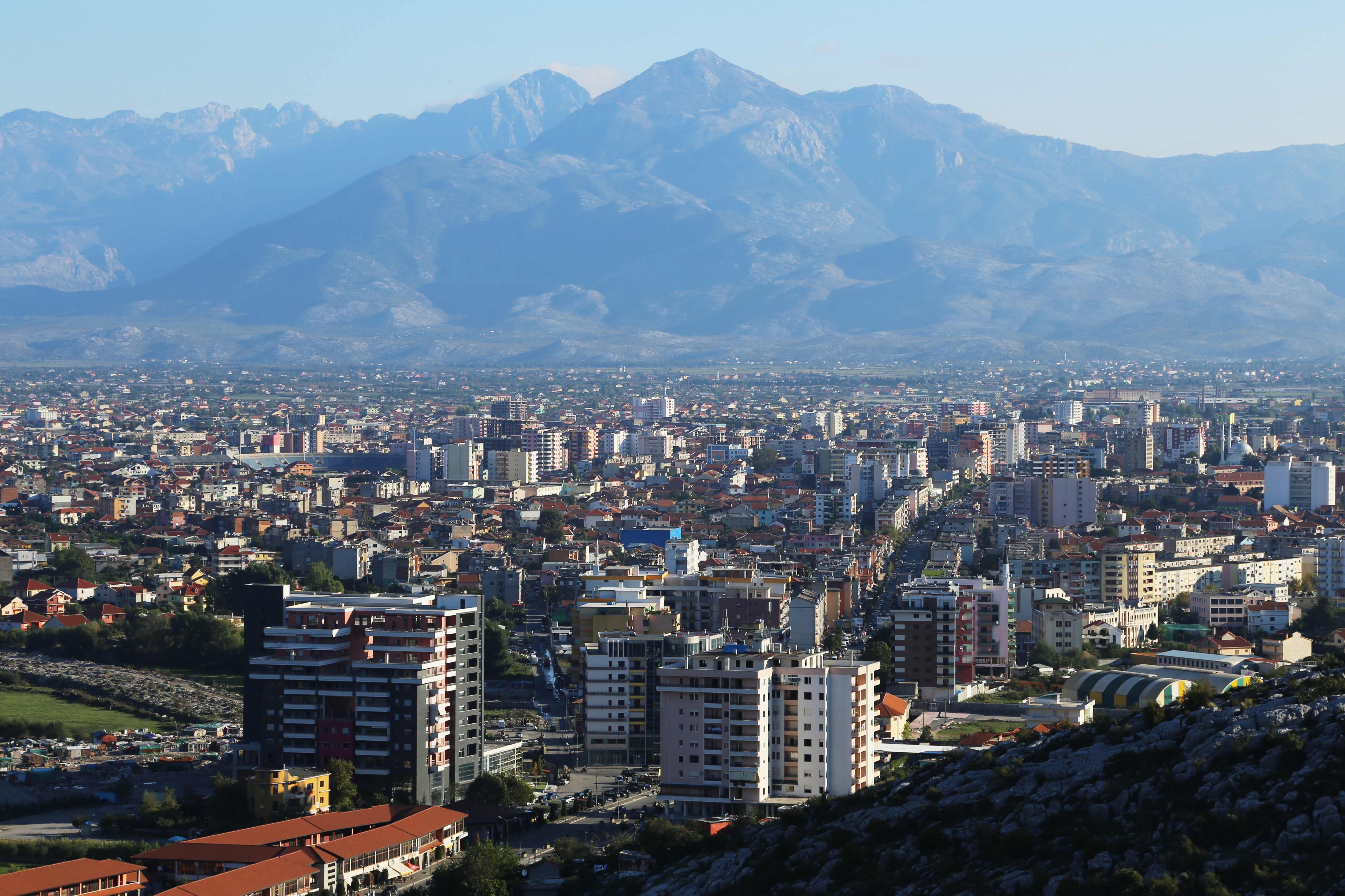
Szkodra w 2013

W 1992 roku komuniści utracili władzę na skutek wyborczego sukcesu Demokratycznej Partii Albanii. W 1994 roku doszło do ataku na Peshkopii dokonanego przez greckich separatystów skupionych we Froncie Wyzwolenia Północnego Epiru. Wybory parlamentarne z maja 1996 zmarginalizowały postkomunistyczną Socjalistyczną Partii Albanii, gdyż zwycięstwo odniosła Partia Demokratyczna, która w parlamencie uzyskała 122 mandaty na 140 miejsc. Opozycja, jak i międzynarodowi obserwatorzy ogłosili jednak liczne nieprawidłowości podczas wyborów. W wyniku krachu ekonomicznego z 1997 roku oraz będącej jego skutkiem antyrządowej rebelii, która pochłonęła ponad tysiąc ofiar śmiertelnych, do władzy w wyniku przedterminowych wyborów doszła postkomunistyczna opozycja. Znaczenie Albanii na arenie międzynarodowej wzrosło, gdy kraj ten służył jako jedna z najważniejszych baz operacyjnych NATO podczas operacji w Kosowie w 1999. Po ośmiu latach sprawowania władzy Socjalistyczna Partia Albanii utraciła władzę, a w 2005 roku po wyborach parlamentarnych władzę przejęła koalicja partii opozycyjnych, na czele z Partią Demokratyczną. W wyborach parlamentarnych w 2013 roku zwyciężył Sojusz na rzecz Europejskiej Albanii, z Socjalistyczną Partią Albanii na czele. 1 kwietnia 2009 Albania dołączyła do państw członkowskich NATO. Jest kandydatem do Unii Europejskiej, do której akcesję popiera 96% obywateli.

## Demografia

Demografia Albanii

Liczba mieszkańców Albanii zmalała po 1998 roku o ponad ćwierć miliona wskutek emigracji do Włoch i Grecji. Przyrost naturalny, niegdyś najwyższy w Europie (w latach 1960–1985 w granicach 2,5–3%), stopniał do 0,8% w 2003 roku. Mieszkańcy Albanii mają wysoki oczekiwany wiek życia – 77,43 lat, przy tym są stosunkowo młodym społeczeństwem ze średnią wieku 28,9 lat.
Poza granicami kraju żyje blisko 2 mln Albańczyków, z czego 1,3 mln w Kosowie, ponad 200 tys. w Grecji i przeszło 170 tys. we Włoszech.

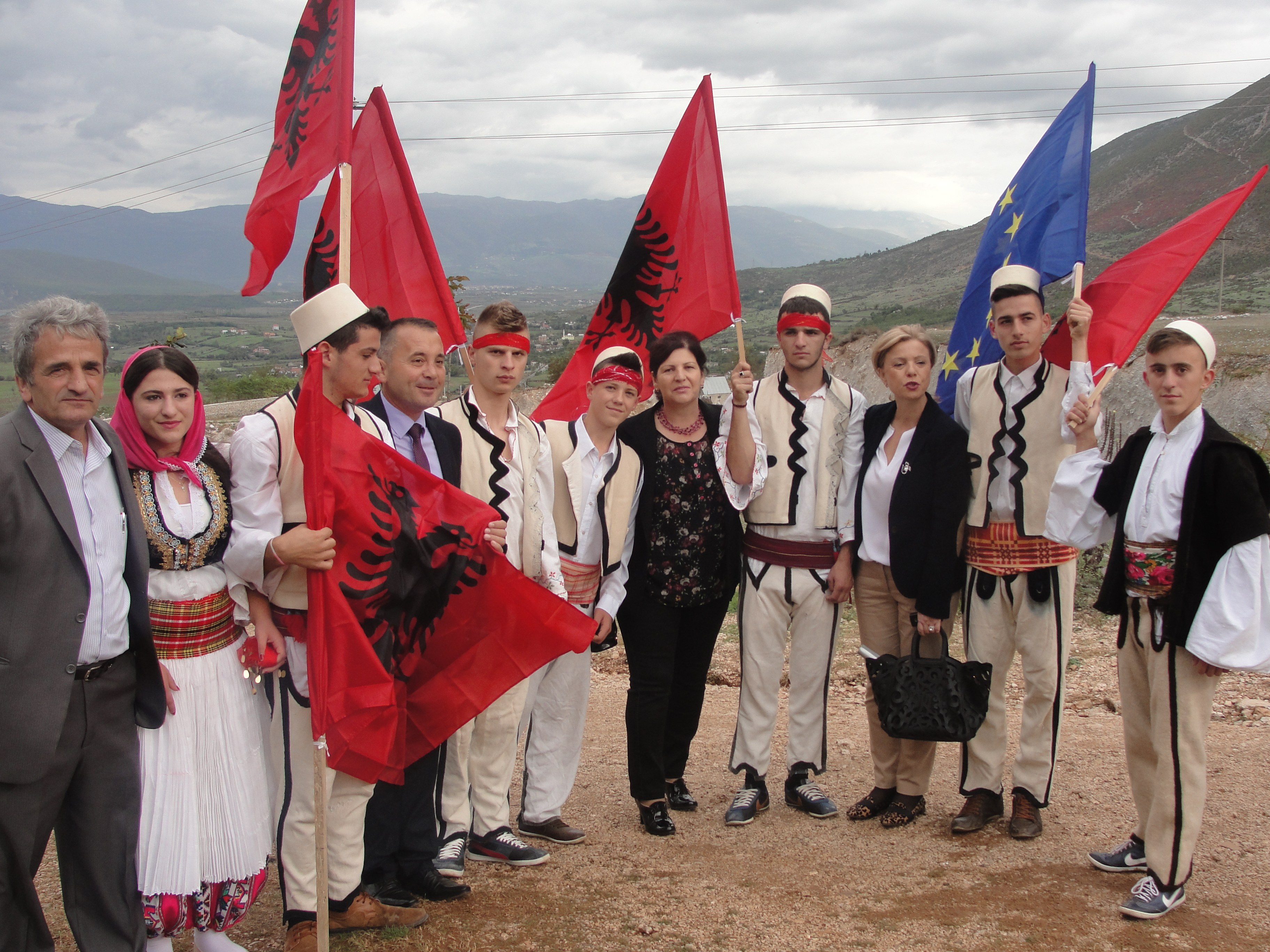
Albańczycy

W rzeczywistości od 1989 roku nie przeprowadzono w Albanii spisu powszechnego, w którym obywatele mogliby swobodnie deklarować swą narodowość. Wśród mniejszości zamieszkujących Albanię należy wymienić Greków, zrzeszonych od 1991 roku w organizacji Omonia, zamieszkujących głównie południową część kraju, Macedończyków zrzeszonych w 4 towarzystwach: MIR, Gora, Med i Prespa, reprezentowanych przez partię polityczną „Macedońska Partia na rzecz Integracji Europejskiej Albanii". Macedończycy zamieszkują południową i wschodnią Albanię, regiony Mala Prespa i Golo Brdo oraz duże miasta, takie jak Elbasan i Tirana. Ponadto Albanię zamieszkuje pewna liczba Włochów, Romów i Czarnogórców.
W 2016 roku Albania liczyła 2 904 000 mieszkańców. Procent narodowości wyglądał następująco:
- Albańczycy – 89,4%
- Macedończycy – 4,8%
- Gorani – 1,2%
- Grecy – 0,96%
- Włosi – 0,27%
- Arumuni – 0,25%
- Romowie – 0,25%
- pozostali – 2,87%

Średnia gęstość zaludnienia to 131 osób/km², ale w okolicach Tirany przeszło 3 razy większa, podobnie na wybrzeżu koło Durrës. Obszary górskie na wschodzie są bardzo słabo zaludnione. Współczynnik urbanizacji jest dość niski – 45%. Do największych miast Albanii (według liczby ludności w 2007) zaliczają się: stolica Tirana – 386,03 tys.; Durrës – 126,25 tys.; Elbasan – 103,60 tys.; Wlora – 91,71 tys. i Szkodra – 89,44 tys.
Albania dzieli się etnicznie na dwie części: północ zamieszkują Gegowie, a południe Toskowie, posługujący się odmiennymi dialektami. Granica między obiema grupami etnicznymi przebiega w pobliżu Tirany, a literacki język albański oparty jest na dialekcie południowym.
| (2007)                   | (2007)                                       |
| ------------------------ | -------------------------------------------- |
| Liczba ludności          | 3 600 523                                    |
| Ludność według wieku     |                                              |
| 0 – 14 lat               | 24,1% (mężczyzn 454 622, kobiet 413 698)     |
| 15 – 64 lat              | 66,6% (mężczyzn 1 228 497, kobiet 1 170 489) |
| ponad 64 lata            | 9,3% (mężczyzn 154 352, kobiet 178 865)      |
| Wiek (mediana)           |                                              |
| W całej populacji        | 29,2 lat                                     |
| Mężczyzn                 | 28,6 lat                                     |
| Kobiet                   | 29,8 lat                                     |
| Przyrost naturalny       | 9,83‰                                        |
| Współczynnik urodzeń     | 15,16 urodzin/1000 mieszkańców               |
| Współczynnik zgonów      | 5,33 zgonów/1000 mieszkańców                 |
| Współczynnik migracji    | -4,54 migrantów/1000 mieszkańców             |
| Ludność według płci      |                                              |
| przy narodzeniu          | 1,1 mężczyzn/kobiet                          |
| poniżej 15 lat           | 1,1 mężczyzn/kobiet                          |
| 15 – 64 lat              | 1,05 mężczyzn/kobiet                         |
| powyżej 64 lat           | 0,86 mężczyzn/kobiet                         |
| w całej populacji        | 1,04 mężczyzn/kobiet                         |
| Umieralność noworodków   |                                              |
| W całej populacji        | 20,02 śmiertelnych/1000 żywych               |
| płci męskiej             | 20,46 śmiertelnych/1000 żywych               |
| płci żeńskiej            | 19,54 śmiertelnych/1000 żywych               |
| Oczekiwana długość życia |                                              |
| W całej populacji        | 77,6 lat                                     |
| Mężczyzn                 | 74,95 lat                                    |
| Kobiet                   | 80,53 lat                                    |
| Rozrodczość              | 2,03 urodzin/kobietę                         |

- Języki: albański (oficjalny), grecki, arumuński, romski, języki słowiańskie.
- Liczba osób przypadających na 1 lekarza: 552.
- Liczba osób przypadających na łóżko szpitalne: 333.
- Na 1000 osób: 308 telefonów; 48 użytkowników Internetu[potrzebny przypis].

### Religia
- islam – 60,31%
- chrześcijaństwo – 30,5%
  - prawosławie – 17%
  - katolicyzm – 13,1%

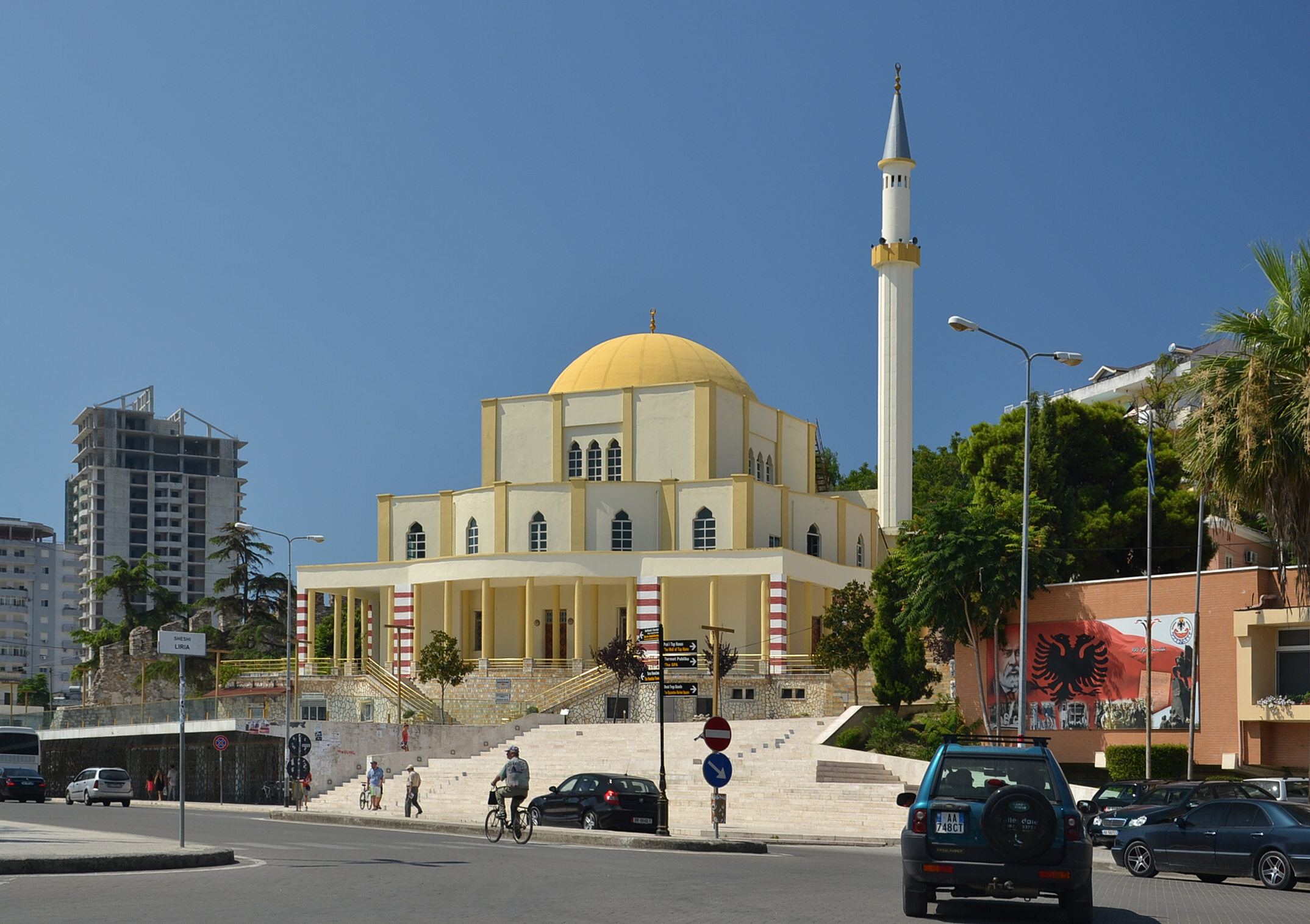
Wielki Meczet, Durrës

  - protestantyzm i niezależne kościoły – 0,7%
- brak religii – 7%
- bektaszijja – 2,09%
- Świadkowie Jehowy – 0,16%
- bahaizm – 0,14%
- judaizm – 0,01%

Źródło: „Operation World”, 2010.

## Podział administracyjny
Albania jest podzielona na 12 obwodów (alb. l.poj. qark lub qarku, l.mn. qarqe) oraz 61 gmin (alb. l.poj. bashkia, l.mn. bashki).

## Gospodarka
Do końca lat 80. XX wieku gospodarka była centralnie planowana. Obecnie Albania to kraj rozwijający się o gospodarce rynkowej.
W latach 2000–2004 gospodarka Albanii rozwijała się w tempie 6–7%, przy czym znamienny był duży udział inwestycji zagranicznych. Obecnie tempo wzrostu PKB wynosi 2,56% (dane szacunkowe za 2015). Niemal połowa produktu krajowego brutto wytwarzana jest w szarej strefie. 14,3% mieszkańców kraju żyje poniżej granicy ubóstwa (dane szacunkowe za 2012).
Znaczne bogactwa mineralne Albanii pozwalają na rozwój górnictwa, wydobywa się między innymi: rudy chromu – 91 tys. ton, miedzi, żelaza i niklu oraz ropy naftowej – 300 tys. ton, gazu ziemnego, węgla i boksytów. Nad jeziorem Prespa są jedne z największych w świecie złóż naturalnego asfaltu. Produkcja energii elektrycznej (głównie w elektrowniach wodnych) wynosiła w 2004 roku 4,3 TWh. Koło Durrësu pracuje duża cementownia, liczne są zakłady metalowe, elektrotechniczne, włókiennicze i przetwórstwa płodów rolnych. Albania jest znaczącym producentem wyrobów tytoniowych.
Rozwinięte są również uprawa zbóż, w tym kukurydzy – 197 tys. ton, pszenicy 295 tys. ton, słoneczników, tytoniu – 5 tys. ton, buraków cukrowych, drzew owocowych, oliwek – 27 tys. ton i winorośli – 83 tys. ton. oraz hodowla bydła, kóz i owiec – 1,85 mln (produkcja wełny 3,8 tys. ton).
Bilans handlowy, bez względu na wpłaty Albańczyków pracujących za granicą i pomoc z zewnątrz, jest bardzo niekorzystny.
Głównymi partnerami handlowymi pod względem eksportu są (stan na 2015): Włochy, Kosowo, USA, Chiny, Grecja i Hiszpania, a pod względem importu (stan na 2015): Włochy, Chiny, Grecja, Turcja i Niemcy.

### Transport
Mimo znacznych inwestycji transport drogowy i kolejowy jest słabo rozwinięty. Z 16,8 tys. km dróg tylko 40% spełnia europejskie standardy. W 2002 roku w Albanii było 190 tys. samochodów osobowych, co dało 59 pojazdów na 1000 mieszkańców.
Głównym portem morskim jest Durrës, a lotniczym port lotniczy Rinas w Tiranie.
Sieć kolejowa jest uboga, jej całkowita długość wynosi 447 km i składa się z linii biegnących na wschód do Pogradec, na południe do Wlory i północ do Szkodry z odgałęzieniem do Tirany.

### Emisja gazów cieplarnianych
Emisja równoważnika dwutlenku węgla z Albanii wyniosła w 1990 roku 10,869 Mt, z czego 6,583 Mt stanowił dwutlenek węgla. W przeliczeniu na mieszkańca emisja wyniosła wówczas 2,006 t dwutlenku węgla, a w przeliczeniu na 1000 dolarów PKB 449 kg. Głównym źródłem emisji było wówczas spalanie przemysłowe inne niż energetyka i emisja z budynków. Następnie emisje gwałtownie spadły i w latach 90. wahały się, a następnie rosły, nie osiągając jednak poziomu z roku 1990. W 2018 emisja dwutlenku węgla pochodzenia kopalnego wyniosła 4,802 Mt, a w przeliczeniu na mieszkańca 1,637 t i w przeliczeniu na 1000 dolarów PKB 136 kg. W tym czasie wzrósł udział emisji z transportu, w XXI w. stając się głównym komponentem, a emisje z energetyki nadal spadały. Po spadku emisji dwutlenku węgla na początku lat 90., emisje metanu stały się dominującą frakcją aż do ponownego wzrostu emisji dwutlenku węgla na przełomie XX i XXI w. Na dalszych miejscach są emisje podtlenku azotu i gazów fluorowanych.

### Turystyka

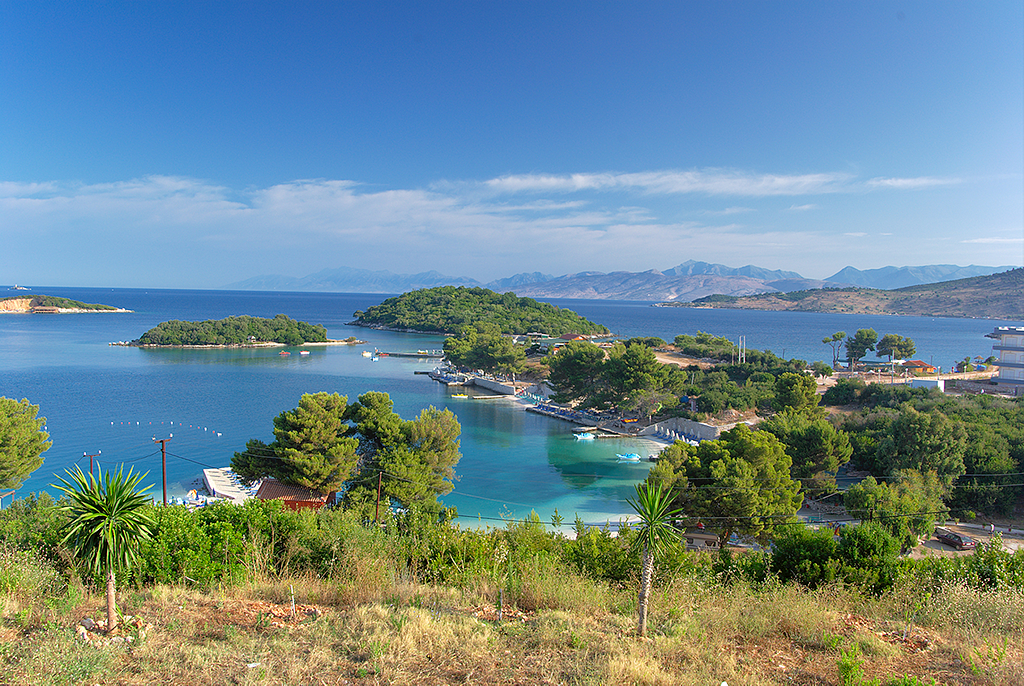
Riwiera Albańska

Po długotrwałej izolacji Albania koncentruje się na rozwoju turystyki międzynarodowej, głównie na wybrzeżu Riwiery Albańskiej. W 2016 roku kraj ten odwiedziło 4,070 mln turystów (7,5% więcej niż w roku poprzednim), generując dla niego przychody na poziomie 1,691 mld dolarów. Morze Jońskie, klify, żwirowe plaże, wysokie góry – to najchętniej odwiedzane atrakcje tego kraju.

## Kuchnia albańska

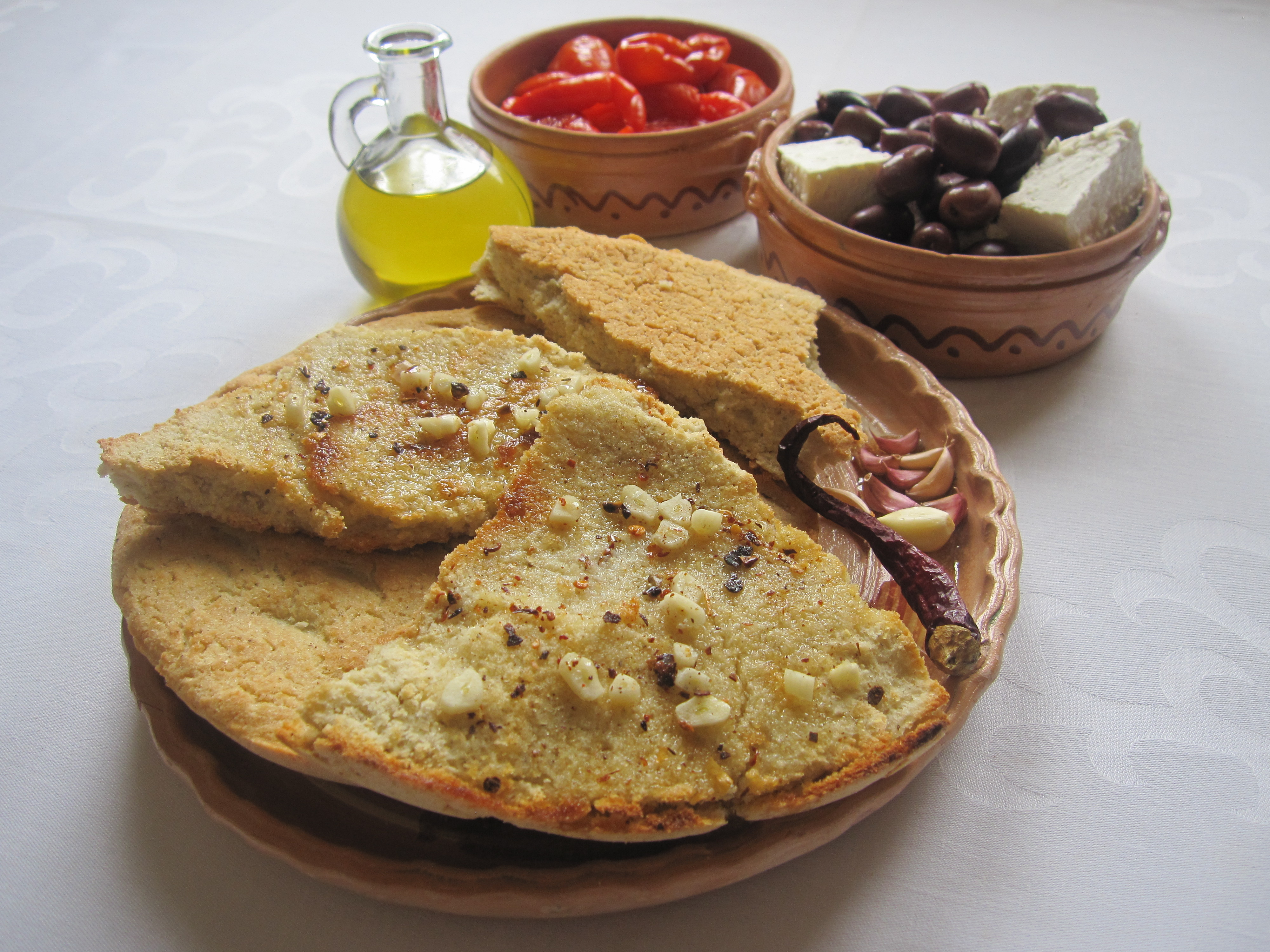
Tradycyjny prosty posiłek

Kuchnia Albanii swymi walorami przypomina kuchnie innych krajów bałkańskich, wzbogacone przez wpływy tureckie.
Jedną z najpopularniejszych potraw jest qofte, przyrządzane z mięsa siekanego lub mielonego, przypominające ćevapčići. Innymi potrawami chętnie jadanymi przez Albańczyków są:
- mięso pieczone (mish i përzier),
- ziemniaki (patate) z jarzynami (najczęściej są to pomidory i cebula) z dodatkiem oliwy,
- różne gatunki sera (djathë) – do najbardziej popularnych należą djathë i bardhe podobny do greckiego sera feta i kaçkaval – twardy ser żółty,
- oriz më tamel – czyli pudding ryżowy na owczym mleku,
- jogurt (kos)[40].

Narodowym albańskim trunkiem jest rakija, którą wyrabia się najczęściej z winogron oraz z innych owoców. Popularne w Albanii jest także picie młodego wina (jest ono podawane do prawie każdego posiłku).